# Jacques Karlberg
Jacques Karlberg, född 7 mars 1994, är en svensk skådespelare.
Karlberg har bland annat medverkat i TV-serierna Lyckoviken (2020–2022) och Cryptid från 2020. Han har även medverkat i filmen Stammisar från 2022.

## Filmografi (i urval)
- 2017 – Farang (TV-serie)
- 2020 – Cryptid (TV-serie)
- 2020–2022 – Lyckoviken (TV-serie)
- 2022 – Stammisar